# 23197 Danielcook
23197 Danielcook là một tiểu hành tinh vành đai chính với chu kỳ quỹ đạo là 1402.9846081 ngày (3.84 năm).
Nó được phát hiện ngày 1 tháng 9 năm 2000.